# Неоспоримая эра
«Неоспоримая эра» (англ. The Undisputed Era) — группировка в рестлинге, выступавшая в WWE на бренде NXT, состоящая из Адама Коула, Бобби Фиша, Кайла О’Райли и Родерика Стронга.
Группировка была сформирована Коулом, Фишем и О’Райли 19 августа 2017 года на NXT TakeOver: Brooklyn III вскоре после подписания контракта с WWE, хотя Фиш и О’Райли уже были командой с 2012 года под названием reDRagon.
Фиш и О’Райли впервые выиграли командное чемпионство NXT в ноябре 2017 года; после того, как Фиш получил травму в марте 2018 года, 7 апреля в NXT TakeOver: New Orleans ознаменовал поворотный момент для «Неоспоримой эры»: во время шоу Коул стал первым североамериканским чемпионом NXT, он и О’Райли выиграли турнир Dusty Rhodes Tag Team Classic в 2018 году, и Стронг присоединился к группировке в конце длительной вражды против неё; и Коул, и Стронг впоследствии были признаны чемпионами по «привилу вольных птиц». Позже у О’Райли было ещё два дополнительных чемпионства в качестве командного чемпионства NXT, один со Стронгом и один с Фишом, в то время как Коул стал чемпионом NXT на NXT TakeOver: XXV, став вторым чемпионом Тройной короны NXT и сделав Неоспоримою Эру первой группировкой в истории, выигравшей все мужские титулы на бренде NXT. 18 сентября Стронг выиграл Североамериканское чемпионство NXT, сделав «Неоспоримую эру» первой группировкой, которая одновременно удерживала все мужские титулы на NXT. Все четверо оставались чемпионами до 22 января 2020 года, когда Стронг потерял свой титул.
Группа распалась после NXT TakeOver: Vengeance Day в начале 2021 года, после того как Коул напал на О’Райли. Стронг — единственный участник группировки, который в настоящее время все ещё работает в WWE. Фиш был уволен в августе 2021 года, а у Коула истек контракт, и оба перешли в AEW. Контракт О’Райли истек в декабре, и он также присоединился к AEW. В конце того же месяца произошло официальное воссоединение группировки.

## История

### Истоки
В 2010 году Адам Коул и Кайл О’Райли дебютировали в промоушене Ring of Honor в качестве команды, которая позже будет названа Future Shock, но в 2012 году они расстались и начали давнее соперничество друг с другом. В декабре 2012 года О’Райли сформировал новую команду с Бобби Фишем, известна как reDRagon, с двумя победами за мировое командное чемпионство ROH в трех случаях, в то время как Коул сформирует свою собственную группировку в 2014 году, известную как Королевство.
Летом 2015 года reDRagon вступил во вражду с Королевством и начал объединяться с Коулом после того, как он, по-видимому, поссорился со своими товарищами по команде и покинул группу. Однако выход Коула из Королевства был раскрыт как выдумка, когда он атаковав О’Рейли во время его матча за мировое первенство ROH на All Star Extravaganza VII 18 сентября. Их ожесточенное соперничество продолжалось до января 2017 года, когда О’Рейли покинул Ring of Honor в надежде подписать контракт с WWE. Коул и Фиш последуют его примеру, Коул уедет в мае, а Фиш-в июне. За годы работы на Ring of Honor Коул, О’Рейли и Фиш провели по нескольку матчей против, а иногда и в одной команде с другим рестлером ROH Родериком Стронгом.
12 июля 2017 года, в эпизоде NXT, Фиш дебютировал в NXT, проиграв Алистеру Блэку. 2 августа на NXT О’Рейли дебютировал в NXT, также проиграв Блэку.

### Формирование и командный успех (2017—2019)
На NXT TakeOver: Brooklyn III 19 августа Фиш и О’Рейли дебютировали как команда, атакуя недавно коронованных Командных Чемпионов NXT , SAnitY (Александр Вулф и Эрик Янг), а также их противников этой же ночью, Авторов Боли. Позже той же ночью эти двое объединились с Адамом Коулом и атаковали недавно коронованного чемпиона NXT Дрю МакИнтайра. На следующем месяце трио Коула, Фиш и О’Рейли было официально названа «Неоспоримой Эрой».
В эпизоде NXT от 11 октября с Тайнарой Конти вмешались в тройной угрозой между Никки Кросс, Пейтон Ройс и Лив Морган от имени Неоспоримой Эры, не позволив Кросс из SAnitY победить. в NXT TakeOver: WarGames Неоспоримая Эра победила SAnitY и Авторов Боли, и Родерига Стронга в матче WarGames, первом в своем роде за 20 лет. В эпизоде 20 декабря NXT, (записанный 29 ноября), Фиш и О’Рейли победили SAnitY (Эрик Янг и Киллиан Дейна), выиграв командное чемпионство NXT , отметив свою первую победу в WWE. 10 января, В 2018 году эпизод NXT, Фиш и О’Рейли должны были защищать свои титулы против SAnitY в матче-реванше, но напали на них за кулисами, что сделало их неконкурентоспособными. Позже той же ночью они были вынуждены защищать свои чемпионаты против Блэка и Стронга назначенным генеральным менеджером NXT Уильямом Ригалом, и успешно сохраниd свои титулы после того, как Коул вмешался и отвлек Блэка. На NXT TakeOver: Philadelphia Неоспоримая Эра победила Авторов Боли, сохранив титулы. 4 марта, пострадала нога Бобби Фиша разорванная ACL и Mcl в его левом колене во время событий в NXT.
7 апреля на NXT TakeOver: New Orleans Коул стал первым североамериканским чемпионом NXT в лестничном матче, в котором также участвовали EC3, Киллиан Дейн, Ларс Салливан, Рикошет и Вильветин Дрим. Позже ночью О’Рейли и Коул (вместо травмированного Фиша) успешно защитили командный чемпионства NXT против Авторов Боли и Стронга с Питом Данном после чего, Стронг предал Данна, чтобы позволить О’Райли удержать его, присоединившись к группировке и став хиллом в процессе. С присоединением Стронга к группе, он также был признан частью командного чемпионства NXT.
После развития противостояния с British Strong Style (Данн, Трент Севен и Тайлер Бейт), две группировки столкнулись в первый день турнира WWE United Kingdom Championship, где Неоспоримая Эра проиграла. На второй день турнира О’Райли и Стронг проиграли командные чемпионства NXT Севену и Бейту. Тем не менее, О’Райли и Стронг вернули свои титулы всего через два дня (выход в эфир записан 11 июля). С этой победой, О’Райли и Стронг стали всего лишь второй командой в истории NXT, выигравшей титулы более одного раза (другая команда-Возрождение Дэш Уайлдер и Скотт Доусон). На NXT TakeOver: Brooklyn 4, О’Райли и Стронг сохранили свои титулы против Бейта и Севена. После матча на О’Рейли и Стронга напали дебютировавшие War Raiders (Хэнсон и Роу). В ту же ночь Коул проиграл Рикошету Североамериканское Чемпионство NXT.
На NXT эпизоде 29 августа Коул и Стронг победили Рикошета и Данна и атаковав их вместе с О’Рейли после матча. Однако War Raiders вышли на ринг, прогнав прочь Неоспоримую Эру. На эпизоде 10 октября NXT, Рикошет победил Коула и Данна в матче с тройной угрозой, защитив Североамериканское Чемпионство NXT. На эпизоде 17 октября NXT, О’Райли и Стронг защитили командные чемпионства NXT против War Raiders по дисквалификации после того, как Фиш вернулся после травмы и напал на Хэнсона и Роу. На эпизоде NXT от 31 октября Коул и Фиш должны были встретиться с War Raiders. Однако Хансон и Роу напали на Неоспоримою Эру во время закулисного промо. Драка закончилась на ринге, где Неоспоримая Эра взяла верх. Рикошет и Данн вступили в бой от имени War Raiders, когда драка пошла на убыль, чтобы уравнять шансы. Пока группы сражались, генеральный менеджер Уильям Ригал объявил, что Неоспоримая Эра столкнется с командой War Raiders, Рикошетом и Данном в матче WarGames на NXT TakeOver: WarGames. На этом мероприятии Неоспоримая Эра была побеждена после того, как Рикошет и Данн удержали Коула. На NXT TakeOver: Phoenix Неоспоримая Эра проиграла командные титулы NXT War Raiders.

### Доминирование на NXT (2019—2021)
Все четыре участника выступали в NXT TakeOver: XXV. Стронг проиграл Мэтту Риддлу в первом матче. Фиш и О’Райли увенчались успехом в четырёхстороннем поединке с лестницами за вакантные титулы командных чемпионов NXT. В мейн-эвенте турнира Коул победил Джонни Гаргано, выиграв чемпионство NXT. Эта победа сделала Коула вторым обладателем Тройной Короны в истории NXT (после Гаргано). 15 августа на записях NXT О’Райли и Фиш победили Уличную Наживку (Анджело Докинз и Монтез Форд) за командные чемпионства NXT , что сделало О’Райли первым рестлером на бренде NXT, ставшим трехкратным командным чемпионом NXT. 18 сентября 2019 года во время дебютного эпизода NXT на USA Network Родерик Стронг победил Вильветина Дрима в матче за Североамериканское чемпионство NXT, отметим что первый титул Стронга в одиночном исполнением в WWE и сделав Неоспоримою Эру первой группировкой, у которой есть все три мужских чемпионства на бренде NXT; 9 октября чемпионство WWE Cruiserweight Championship стало чемпионством NXT Cruiserweight Championship, что таким образом, подняв число мужских титулов NXT до четырёх.
В создании совместного ППВ для NXT и NXT UK , Worlds Collide, Неоспоримая Эра начала фьюдить с Империумом (чемпионом WWE Соединенного Королевства Вальтером, Александром Вулфом, Фабианом Айхнером и Марселем Бартелом), которая ещё больше усилилась в заключительные моменте NXT UK TakeOver: Blackpool II. 12 января 2020 года, Эра атаковала Империум после успешной защиты титула Вальтера против Джо Коффи.
На Worlds Collide, Империум победил Неоспоримою Эра, несмотря на численное превосходство 4-3 после того, как Вульф получил травму в начале матча. Параллельно, Стронг проиграл свой титул Киту Ли, в то время как Фиш и О’Райли приняли участие в классическом турнире Dusty Rhodes Tag Team 2020,в первом раунде победив командных чемпионов NXT UK Галлус (Марк Коффи и Вольфганг) и проиграв Grizzled Young Veterans (Джеймс Дрейк и Зак Гибсон) в полуфинале.
В NXT TakeOver: Portland Коул успешно защитил свой титул против Томмазо Чампы не без помощи остальной части Неоспоримой Эры и от Джонни Гаргано, который атаковал Чиампу поясом. Однако Фиш и О’Райли проиграли командные титулы на Dusty Rhodes Tag Team Classic победителям The BroserWeights (Мэтт Риддл и Пит Данн), оставив Неоспоримою Эру только с одним титулом впервые с августа 2019 года.

## Члены группировки

### Актуальные члены
| Члены          | Дата                 | Заметки |
| -------------- | -------------------- | --- |
| Адам Коул      | 19 августа 2017—2021 | Лидер.Коул дебютировал на NXT 19 августа в NXT TakeOver: Brooklyn III, атаковав недавно коронованного чемпиона NXT Дрю МакИнтайра вместе с Бобби Фишем и Кайлом О'Райли. |
| Бобби Фиш      | 19 августа 2017—2021 | На NXT TakeOver: Brooklyn III вместе с О'Райли (который также подписал контракт с WWE) атаковал SAnitY после того, как они победили Авторов Боли, чтобы выиграть командные чемпионства NXT. Позже этой ночью помог дебютанту Адаму Коулу атаковать недавно коронованного чемпиона NXT Дрю МакИнтайра, став в процессе хиллом. |
| Кайл О’Райли   | 19 августа 2017—2021 | На NXT TakeOver: Brooklyn III вместе с Фишем атаковал SAnitY после того, как они победили Авторов Боли, чтобы выиграть командные чемпионства NXT. Позже этой ночью помог дебютанту Адаму Коулу атаковать недавно коронованного чемпиона NXT Дрю МакИнтайра, став в процессе хиллом. |
| Родерик Стронг | 7 апреля 2018—2021   | 7 апреля на NXT TakeOver: New Orleans Коул стал первым североамериканским чемпионом NXT в лестничном матче, в котором также участвовали EC3, Киллиан Дейн, Ларс Салливан, Рикошет и Вильветин Дрим. Позже ночью О'Рейли и Коул (вместо травмированного Фиша) успешно защитили командные чемпионства NXT против Авторов Боли и Стронга с Питом Данном после чего, Стронг предал Данна, чтобы позволить О'Райли удержать его, присоединившись к группировке и став хиллом в процессе. С присоединением Стронга к группе, он также был признан частью командного чемпионства NXT. |

### Временные участники/Коллаборации
| Член          | Дата            | Заметки |
| ------------- | --------------- | --- |
| Тайнара Конти | 11 октября 2017 | В своем телевизионном дебюте Конти появилась в эпизоде NXT 11 октября, когда она вмешалась в матч с тройной угрозой между Никки Кросс, Пейтон Ройс и Лив Морган от имени Неоспоримой Эры (Адам Коул, Бобби Фиш и Кайл О'Райли), помешав Кросс выиграть матч. |
| Кетти Келли   | 16 февраля 2020 | Ведущая социальных сетей WWE неоднократно участвовала в сегментах с Неоспоримой Эры. Во время трансляции Facebook с Triple H в конце NXT TakeOver Portland участники подошли к ней, и Кайл О'Райли упомянул о том, что она была пятым участником.            |

## В реслинге
- Завершающие командные приемы:
  -  Бобби Фиш и Кайл О’Райли
    - В погоне за драконом (Суплекс-лифт + удар ногой)
    - Тотальное уничтожение (подсечка + лег-лариат);

  - Кайл О’Райли и Родерик Стронг
    - High and Low (подсечка О’Райли и Сик Кик Стронга в комбинации)
- Завершающие приемы участников:
  - Адам Коул
    - Восход в Панаме (пайлдрайвер с канатов),
    - Корона-крэш (Обратное ДДТ)
    - Энзигири
    - Колатераль (скуп-брэйнбастер)
    - Корона-кик;
- Бобби Фиш
  - Удар Летучей Рыбы (High knee)
  - Усни с рыбами
- Кайл О’Райли
  - ARMageddon (Cross armbreaker)
- Родерик Стронг
  - End of Heartache / Strong Breaker
  - Sick Kick
  - Strong Hold (Elevated Boston crab with a knee to the back or a straight jacket choke)

- Музыкальные темы:
  - The Undisputed Era — Undisputed от CFO$ (NXT; 20 сентября 2017- по настоящее)[35]

## Титулы и достижения
- CBS Sports
  - Фьюд года (2019) — Коул против Джонни Гаргано[36]
  - Матч Года (2019) — Коул против Джонни Гаргано на NXT TakeOver: New York[36]
  - Рестлер года (2019) — Коул
- Pro Wrestling Illustrated
  - PWI Фьюд года (2019) — Коул против Джонни Гаргано[37]
  - PWI Команда года (2019) — Фиш и О’Райли[38]
  - PWI Рестлер года (2019) — Коул[39]
  - PWI ставит Коула под № 14 в списке 500 лучших рестлеров 2017[40]
  - PWI ставит Стронга под № 36 в списке 500 лучших рестлеров 2018[41]
  - PWI ставит О’Райли под № 38 в списке 500 лучших рестлеров 500 в 2017 году
  - PWI ставит Фиша под № 53 в списке 500 лучших рестлеров 500 в 2017 году
- WWE
  - Чемпион NXT (1 раз) — Коул
  - Североамериканский чемпион NXT(2 раза) — Коул (1), Стронг (1)
  - Командное чемпионство NXT (3 раза) — Фиш, О’Райли, Коул и Стронг[a] (1), О’Райли и Стронг (1), Фиш и О’Райли (1)
  - Dusty Rhodes Tag Team Classic (2018) — Коул и О’Райли
  - Второй Чемпион Тройной Короны NXT — Коул
  - NXT Year-End Award (6 раз)
    - Команда года (2018) — О’Райли и Стронг
    - Команда года(2019) — Фиш и О’Райли
    - Мужской исполнитель года NXT (2019) — Коул
    - Исполнитель года среди всего ростера NXT (2019) — Коул
    - Матч года (2019) — Коул против Джонни Гаргано , матч 2 из 3 удержаний на TakeOver: New York за вакантное Чемпионство NXT
    - Противостояние года (2019) — Коул против Джонни Гаргано
- Wrestling Observer Newsletter
  - Фьюд года (2019) — Джонни Гаргано против Адама Коула
  - 5 — звездочный матч (07.04.2018) — Адама Коул против EC3 против Киллиана Дейна против Ларса Саливана против Рикошета против Вильветина Дрима на NXT TakeOver: New Orleans
  - 5 — звездочный матч (11.07.2018)— Трент Севен и Тайлер Бейт против Кайла О'Райли и Родерика Стронг на еженедельнике NXT
  - 5,5 — звездочный матч (05.04.2019) — Адама Коула против Джонни Гаргано на WWE NXT TakeOver: New York
  - 5,25 — звездочный матч (01.06.2019) — Адама Коула против Джонни Гаргано на WWE NXT TakeOver: XXV

## Заметки
1. ↑  Фиш и О'Райли первоначально выиграли командные титулы NXT как дуэт, но Коул и Родерик Стронг также стали признанными чемпионами по правилу  Freebird Rule после того, как Фиш получил травму.